# 正義の碑
正義の碑（せいぎのひ）とは大韓民国 慶尚南道 統営市の南望山彫刻公園に存在する慰安婦像。旧日本軍によって慰安婦とされていた女性を追悼することを目的として設置されている。この像に関する議論は2007年から始まり、2012年8月から建設のための募金が行われ、5000万ウォンを超える寄付金が集まった。この像の建設費用は5800万ウォンであるが、そのうちの大半は募金からで、1000万ウォンは統営市からの支援金で賄った。2013年4月6日には統営市民文化会館で除幕記念式が行われ、国会議員や統営市長らの300人が出席した。式典終了後、像の序幕が行われ、このときの生存慰安婦最高齢のキム・ボクドゥク(96)が序幕に参加した。この像は彫刻公園内の彫像の一つで、ソウルの日本大使館前やアメリカカリフォルニア州 グレンデールのように具象的な物ではない。